# Plecturocebus stephennashi
Plecturocebus stephennashi is een zoogdier uit de familie van de sakiachtigen (Pitheciidae). De wetenschappelijke naam van de soort werd voor het eerst geldig gepubliceerd door Van Roosmalen, Van Roosmalen & Mittermeier in 2002. De soort is genoemd naar Stephen Nash, een eminente tekenaar die de laatste 20 jaar veel heeft bijgedragen aan de primatologie en de bescherming van primaten door zijn illustraties en educationele materialen.

## Kenmerken
Het voorhoofd van deze soort is zwart, scherp contrasterend met de zilverachtige rug. Ook de oren zijn zwart. De onderarmen en poten zijn rood. De handen zijn zilverachtig of wit. Het deel van de staart dat het dichtste bij het lichaam zit is zilverachtig met agouti of bruin, het volgende deel is zwart met wit of bruin, en de laatste helft is wit of bruinachtig.

## Voorkomen
De soort komt waarschijnlijk voor tussen de Rio Purús, Rio Ipixuna, Rio Madeira en Rio Mucuím, tussen de verspreidingen van P. caligatus en P. dubius.